# Mangaba obrożna
Mangaba obrożna, mangaba zwyczajna, mangaba rudoczelna (Cercocebus torquatus) – gatunek ssaka naczelnego z podrodziny koczkodanów (Cercopithecinae) w obrębie rodziny koczkodanowatych (Cercopithecidae). Występuje w lasach tropikalnych na zachodzie Afryki. Jest zagrożony wyginięciem.

## Taksonomia
Gatunek po raz pierwszy zgodnie z zasadami nazewnictwa binominalnego opisał w 1792 roku brytyjski przyrodnik Robert Kerr, nadając mu nazwę Simia (Cercopithecus) aethiops torquatus. Miejsce typowe to Afryka Zachodnia. 
Autorzy Illustrated Checklist of the Mammals of the World uznają ten takson za gatunek monotypowy.

### Etymologia
- Cercocebus: gr. κερκος kerkos „ogon”; κηβος kēbos „małpa długoogoniasta”[10].
- torquatus: łac. torquatus „obrożny”, od torques „kołnierz, obroża, naszyjnik”, od torquere „skręcić, przekręcić”[11].

## Zasięg występowania
Mangaba obrożna występuje w płatach lasu nie dalej niż 350 km w głąb lądu od wybrzeża w południowej Nigerii (zachodnia granica lasów w pobliżu Dahomey Gap), w zachodnim Kamerunie, zachodniej Gwinei Równikowej, zachodnim Gabonie i południowo-zachodnim Kongu (na południe aż do Réserve de Conkouati); niepotwierdzone doniesienia pochodzą z Beninu, ale jeśli kiedykolwiek mangaba obrożna tam występowała, została już najprawdopodobniej wytępiona, podobnie jak populacja w pobliżu rzeki Benue w Nigerii.

## Morfologia
Długość ciała (bez ogona) samic 42–59 cm, samców 46–67 cm, długość ogona samic 46–64 cm, samców 50–76 cm; masa ciała samic 5–8 kg, samców 8–12,5 kg. Jej ciało pokryte jest długą, jedwabistą brązowoszarą sierścią. Na szczycie głowy znajduje się charakterystyczna rudobrązowa plama, której mangaba zawdzięcza jedną z polskich nazw zwyczajowych (mangaba rudoczelna). Bokobrody są dość długie i wyraźnie widoczne, zaś szyja i wewnętrzne powierzchnie kończyn jasne. Mangaby mają niemal całkowicie białe powieki. Ich twarz jest naga, oczy duże, a ogon długi.

## Ekologia

### Środowisko
Małpy te równie chętnie przebywają zarówno w koronach drzew, jak i na ziemi. Umieją dobrze pływać. Zajmują różne środowiska – od typowo leśnych, przez śródleśne polany i nadwodne krzewy po obrzeża plantacji. Prowadzą wędrowny tryb życia. Wśród wysokich traw do komunikacji z innymi członkami stada służy im wysoko uniesiony długi ogon, zaś między drzewami swoją pozycję sygnalizują mimiką (np. zamykając oczy i pokazując białe powieki) oraz głosem.

### Zachowanie i etologia
Mangaby zwyczajne żywią się głównie orzechami, nasionami i dojrzałymi owocami, ale jadają również pędy i soczyste łodygi roślin oraz drobną zwierzynę.
Ciąża trwa około 24 tygodni, po których samica rodzi jedno młode. Jest ono szarobrązowe, pozbawione plam na głowie, szyi i kończynach. Wybarwienie następuje po około pół roku. Samice opiekują się młodym przez okres roku, jednak ich związek trwa do trzech lat, chociaż już kilkumiesięczne małpy oddalają się od matki na odległość kilku metrów. Samiec nie uczestniczy w wychowywaniu potomstwa, ale toleruje obecność swych młodych. Po osiągnięciu dojrzałości płciowej samce opuszczają grupę rodzinną i zakładają własną, podczas gdy samice pozostają w stadzie.

## Status zagrożenia
W Czerwonej księdze gatunków zagrożonych Międzynarodowej Unii Ochrony Przyrody i Jej Zasobów został zaliczony do kategorii EN (ang. endangered ‘zagrożony’).